# Darklands
Darklands — другий студійний альбом шотландського рок-гурту The Jesus and Mary Chain, виданий в 1987 році.

## Про альбом
Darklands є поворотним моментом у звучанні гурту, яке відходить від дикого шуму Psychocandy в бік більш мелодійного інді-року. Цей альбом Джим і Вільям Рейд записали удвох, брати взяли на себе бас-гітару Дугласа Харта, а ударні Боббі Гіллеспі були замінені драм-машиною. Гіллеспі почав кар'єру вокаліста в Primal Scream і згодом записав кавер на заголовну пісню Darklands.

## Список композицій
Автор музики і слів Джим Рейд і Вільям Рейд. 
| #   | Назва                      | Тривалість |
| --- | -------------------------- | ---------- |
| 1.  | «Darklands»                | 5:29       |
| 2.  | «Deep One Perfect Morning» | 2:43       |
| 3.  | «Happy When It Rains»      | 3:36       |
| 4.  | «Down on Me»               | 2:36       |
| 5.  | «Nine Million Rainy Days»  | 4:29       |
| 6.  | «April Skies»              | 4:00       |
| 7.  | «Fall»                     | 2:28       |
| 8.  | «Cherry Came Too»          | 3:06       |
| 9.  | «On the Wall»              | 5:05       |
| 10. | «About You»                | 2:33       |

## Учасники запису
- Джим Рейд — вокал, гітара, бас-гітара, драм-машина
- Вільям Рейд — вокал, гітара, бас-гітара, драм-машина

## Позиції в чартах
| Чарт (1987)          | Найвища позиція |
| -------------------- | --------------- |
| UK Albums Chart      | 5               |
| Billboard 200        | 161             |
| Swedish Albums Chart | 38              |